# Le Gouffre (cap)
Pour les articles homonymes, voir Le Gouffre.
Le Gouffre est un long promontoire rocheux de Guadeloupe.

## Géographie
Le Gouffre se situe à l'extrémité ouest de la Plage de Grande-Anse, à l'est de la pointe du Gros Morne, avec laquelle elle forme le Gros Morne de Deshaies.
Il fait partie de la zone protégée du Conservatoire du Littoral.

## Galerie

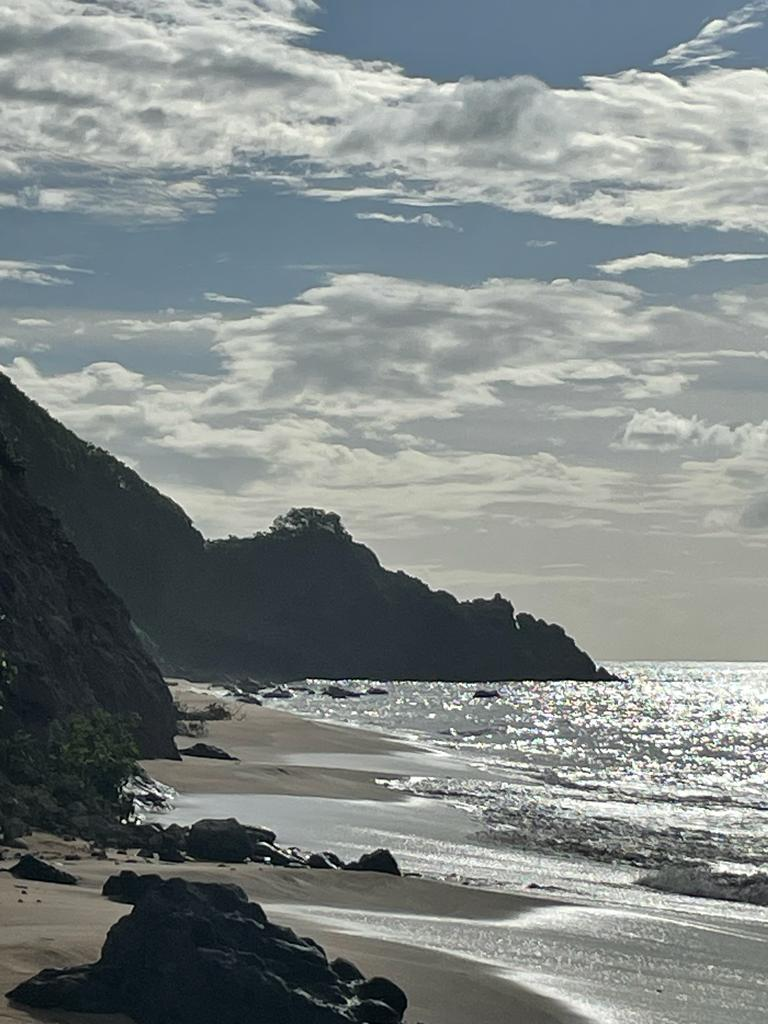
Le Gouffre et la plage de Grande Anse
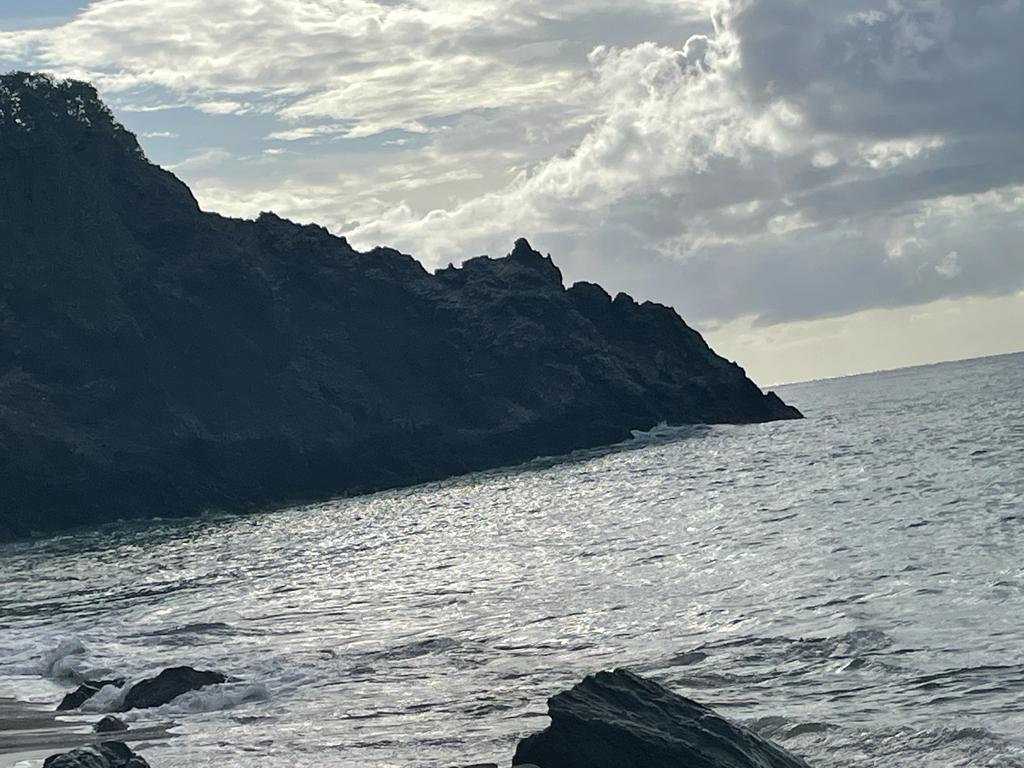
Le Gouffre vu de près
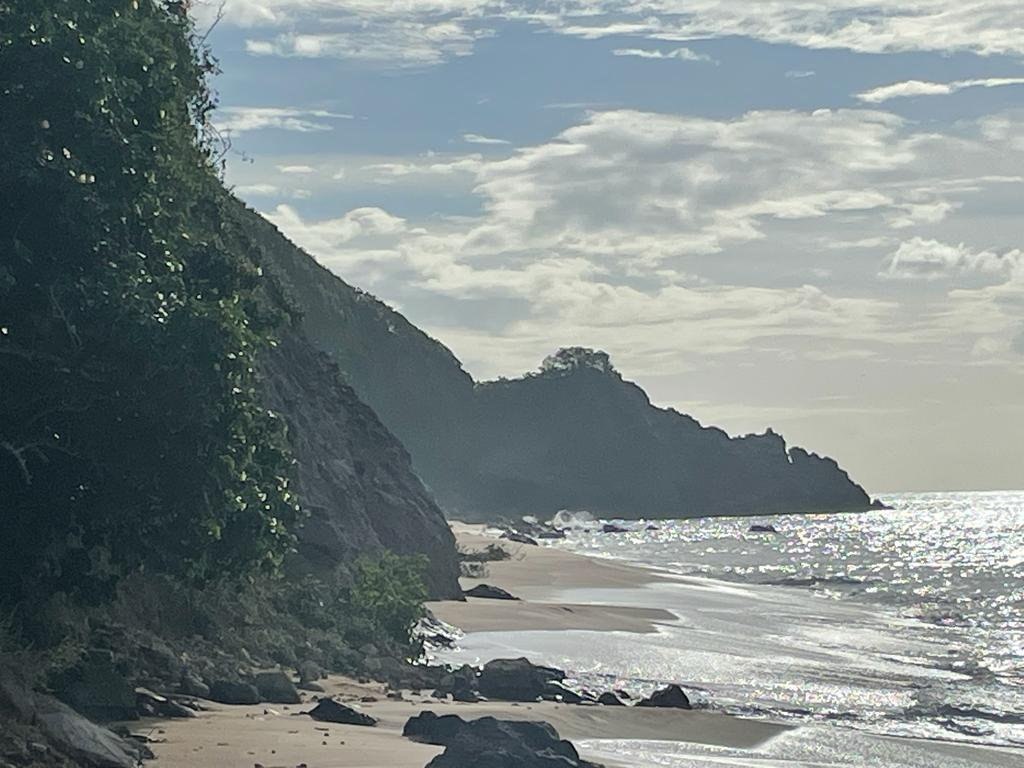